# Zbieranie manny (obraz Jacopa Tintoretta z roku 1590)
Zbieranie manny – obraz włoskiego malarza Jacopa Tintoretta, namalowany w 1590 roku.
Opisany motyw biblijnej manny pochodzi ze Starego Testamentu a wydarzenie zostało opisane w Księdze Wyjścia (16, 1-36) i Księdze Liczb (11, 7-9). Historia opowiada, jak to podczas przejścia przez pustynię Izraelitów, skończyły im się zapasy i w obliczu śmierci głodowej poczęli narzekać przeciwko Mojżeszowi i Aaronowi. Wieczorem w ich obozie pojawiło się ogromne stado przepiórek a rano na ziemi pojawiły się drobne ziarna zboża o smaku placka z miodem. Mojżesz nakazał zbierać mannę do dzbanów każdego dnia według potrzeb, ale tyle, by nie robić zapasów. W dniu szóstym trzeba było zbierać podwójnie, bo przez cały dzień siódmy należało odpoczywać.
Tintoretto po raz drugi podjął się tego tematu. Po raz pierwszy namalował scenę spadającej manny w 1577 roku dla wnętrz Scuola Grande di San Rocco. Na tym obrazie manna w kształcie hostii spada z nieba, Izraelici są zaskoczeni zdarzeniem i niejako łapią spadające płatki do kosza. Obraz z 1590 roku jest jednym z ostatnich dzieł Tintoretta. Nie ma na nim tyle ekspresji co na wcześniejszej wersji. Wydaje się, iż i moment uchwycony przez malarza dotyczy nieco późniejszych wydarzeń. Po kilku obfitych dni w pokarm ludowi znudziła się jednostajna strawa w postaci manny i zaczął domagać się mięsa (Księga Liczb 11,5). W 1975 roku, włoski historyk sztuki Nicola Ivanof dowodził właśnie takiej interpretacji. To, że się nie myli dowodzi liczba postaci widoczna z tyłu obrazu oraz scena kłótni pomiędzy mężczyzną a Mojżeszem z prawej strony. Jest to jedyna scena na całym płótnie, gdzie widać ruch i żywą gestykulację. Pozostałe postacie spokojnie zbierają mannę.
Za plecami Mojżesza została namalowana postać zupełnie niepasująca do całości. Ma na sobie czarną zbroję i jest to prawdopodobnie fundator obrazu.